# Lâu đài Nowy Dwór ở Kowary

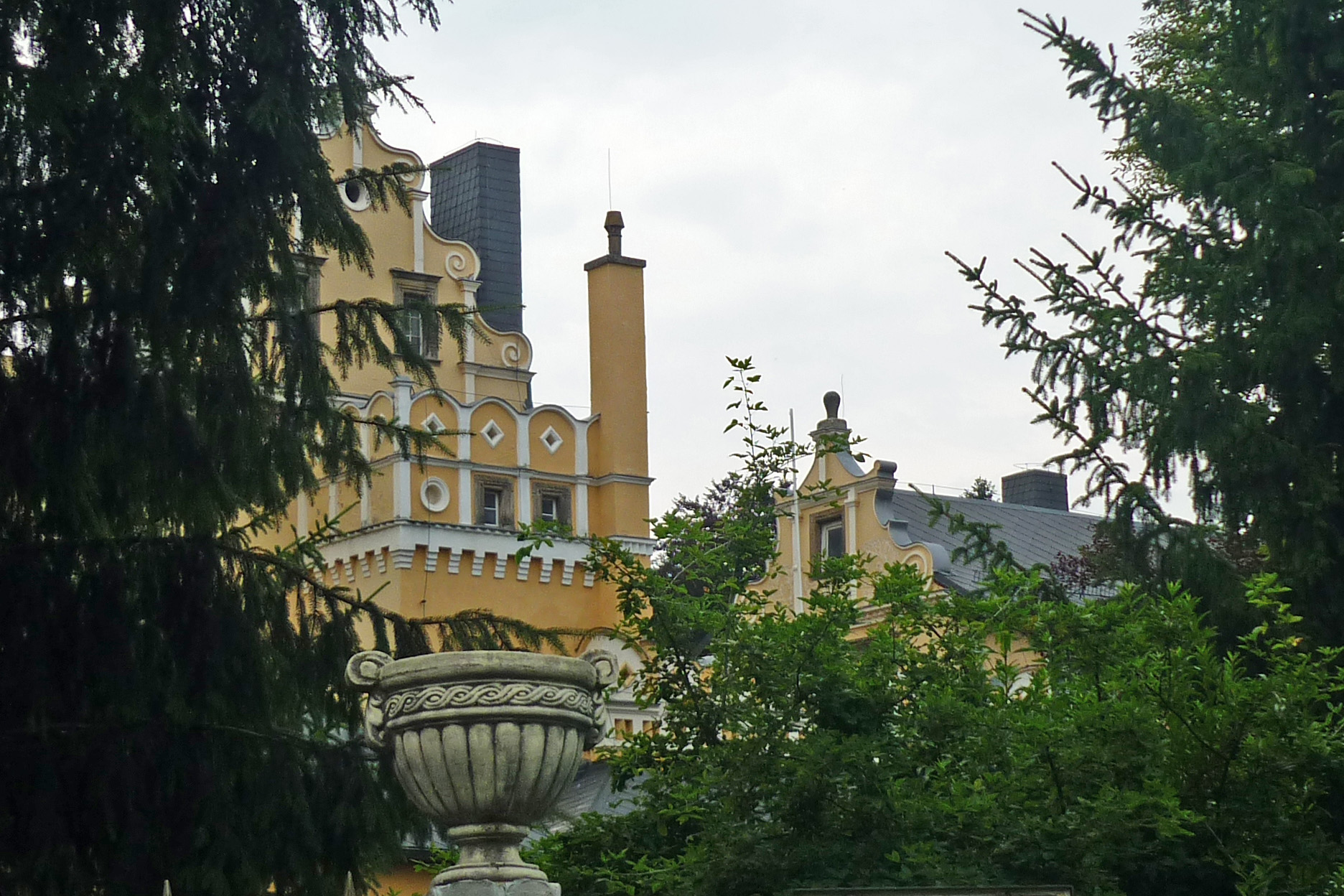
Lâu đài (2014)

Lâu đài Nowy Dwór ở Kowary (tiếng Ba Lan: Nowy Dwór w Kowarach) là một lâu đài có nguồn gốc từ một trang viên được xây dựng vào thế kỷ 16, tọa lạc ở thị trấn Kowary, huyện Jeleniogórski, tỉnh Dolnośląskie, Ba Lan. Lâu đài này mang hơi hướng đặc trưng của kiến trúc cuối thời kỳ Phục hưng, kết hợp với các yếu tố tân Gothic và tân Phục hưng. Cung điện gồm hai gian, được xây dựng trên một mặt phẳng hình chữ "L". Các mái vòm thời Phục hưng, khung cửa sổ kiểu Ý và trang trí các tòa nhà phụ theo phong cách Gothic của Anh vẫn được bảo tồn cho tới ngày nay.

## Lịch sử
Trang viên ở Kowary được Caspar Schaffgotsch xây dựng cho con trai mình vào năm 1570. Cho đến Chiến tranh Ba Mươi Năm, trang viên này vẫn thuộc sở hữu của gia đình quý tộc Schaffgotsch. Khi Bá tước Hans Ulrich von Schaffgotsch không được Hoàng đế sủng ái và bị xử tử, toàn bộ tài sản bị tước đoạt khỏi gia đình. Sau đó, năm 1634, trang viên được bàn giao cho Bá tước Prokop Czernin von Chudenitz.
Hội đồng chính quyền Kowary đã bán khu bất động sản này cho gia đình Kopisch vào năm 1823. Năm 1827, Heinrich LXXIV von Reuss mua lại nơi này. Con cháu của Heinrich Reuss đã xây dựng lại tòa nhà nhiều lần, mang lại diện mạo như hiện tại cho lâu đài.